# Onthophagus epilamprus
Onthophagus epilamprus là một loài bọ cánh cứng trong họ Bọ hung (Scarabaeidae).